# Nguyễn Cao Cường
Nguyễn Cao Cường (sinh ngày 27 tháng 10 năm 1954 tại Hà Nội) là quân nhân, cựu cầu thủ bóng đá Thể Công và đội tuyển Quốc gia Việt Nam. Ông từng 4 lần vô địch Quốc gia, một lần giành danh hiệu Vua phá lưới mùa bóng 1982/1983 với 22 bàn thắng và hai lần được bầu là vận động viên tiêu biểu Việt Nam các năm 1981 và 1983.

## Thân thế và sự nghiệp

Nguyễn Cao Cường thời gian còn thi đấu cho Thể Công

Ông sinh ngày 27 tháng 10 năm 1954 tại Hà Nội. Cha của ông là ông Nguyễn Văn Thìn, biệt danh là Thìn A, một cựu cầu thủ nổi tiếng ở miền Bắc Việt Nam, từng là tuyển thủ của đội tuyển Nội Châu, tuyển Bắc Kỳ rồi CAHN và tuyển Việt Nam Dân chủ Cộng hòa. Anh của ông là Nguyễn Thế Anh (Hay còn gọi là Ba Đẻn, cũng là danh thủ đội Thể Công) và các em là Cao Vinh và Cao Hiển (tuyển thủ đội Tổng cục Đường sắt cũng là những cầu thủ nổi tiếng tại Việt Nam.
Năm 1970, ông gia nhập đội bóng đá Thể Công khi mới 16 tuổi, thi đấu tại đội tuyển trẻ. Ba năm sau, do thành tích thi đấu xuất sắc tại đội tuyển trẻ, ông được đặc cách bổ sung lên đội hình 1 Thể Công, được tuyển chọn tham gia thi đấu cho đội Thể Công tại Trung Quốc, Cộng hòa Dân chủ Đức, Hungary. Năm 1982, ông được chọn vào đội tuyển Thanh niên Việt Nam thi đấu tại Liên Xô và Hungary.
Từ năm 1986 đến 1989, ông vừa tham gia thi đấu vừa theo học bậc đại học chuyên tu ngành Huấn luyện viên bóng đá, được phong bậc Kiện tướng thể thao. Năm 1990, ông chính thức trở thành Huấn luyện viên các đội bóng đá trẻ Trung tâm Thể dục thể thao Quân đội.
Năm 1994, Báo Lao động trao tặng ông danh hiệu Cầu thủ xuất sắc nhất Việt Nam 20 năm 1975-1995.
Năm 2002, ông làm huấn luyện viên đội bóng U15 Thể Công và giành Huy chương Bạc Giải U-15 Quốc gia. Năm 2004 ông được bổ nhiệm làm Phó Giám đốc Câu lạc bộ Bóng đá chuyên nghiệp Thể Công với cấp hàm Thượng tá.
Năm 2006, ông thay thế đồng đội cũ là Nguyễn Mạnh Cường trở thành huấn luyện viên trưởng Thể Công – Viettel, dẫn dắt đội tham gia giải hạng Nhất.

Cặp anh em danh thủ Ba Đẻn - Cao Cường

Năm 2009, ông nghỉ hưu sau khi đội 1 CLB Thể Công bị thu hồi phiên hiệu và đổi tên thành Viettel. Sau đó ông làm Giám đốc Phát triển chiến lược thể thao của CLB Bóng đá Hà Nội T&T.

## Các danh hiệu
- Kiện tướng thể thao
- Vô địch miền Bắc các năm 1973, 1974, 1975, 1976, 1977, 1978, 1979.
- Vô địch Quốc gia các năm 1981/1982,1982/1983, 1987 và 1990.
- 3 lần đứng đầu trong số 10 VĐV tiêu biểu Việt Nam (do báo Thể thao Việt Nam tổ chức năm 1981, 1982, 1984).
- Cầu thủ xuất sắc nhất Việt Nam 20 năm đất nước thống nhất (1975 - 1995) do báo Lao động bầu chọn.